# Macroptila elongata
Macroptila elongata là một loài bướm đêm thuộc phân họ Arctiinae, họ Erebidae.